# L'Ancêtre
Pour les articles homonymes, voir Ancêtre (homonymie).

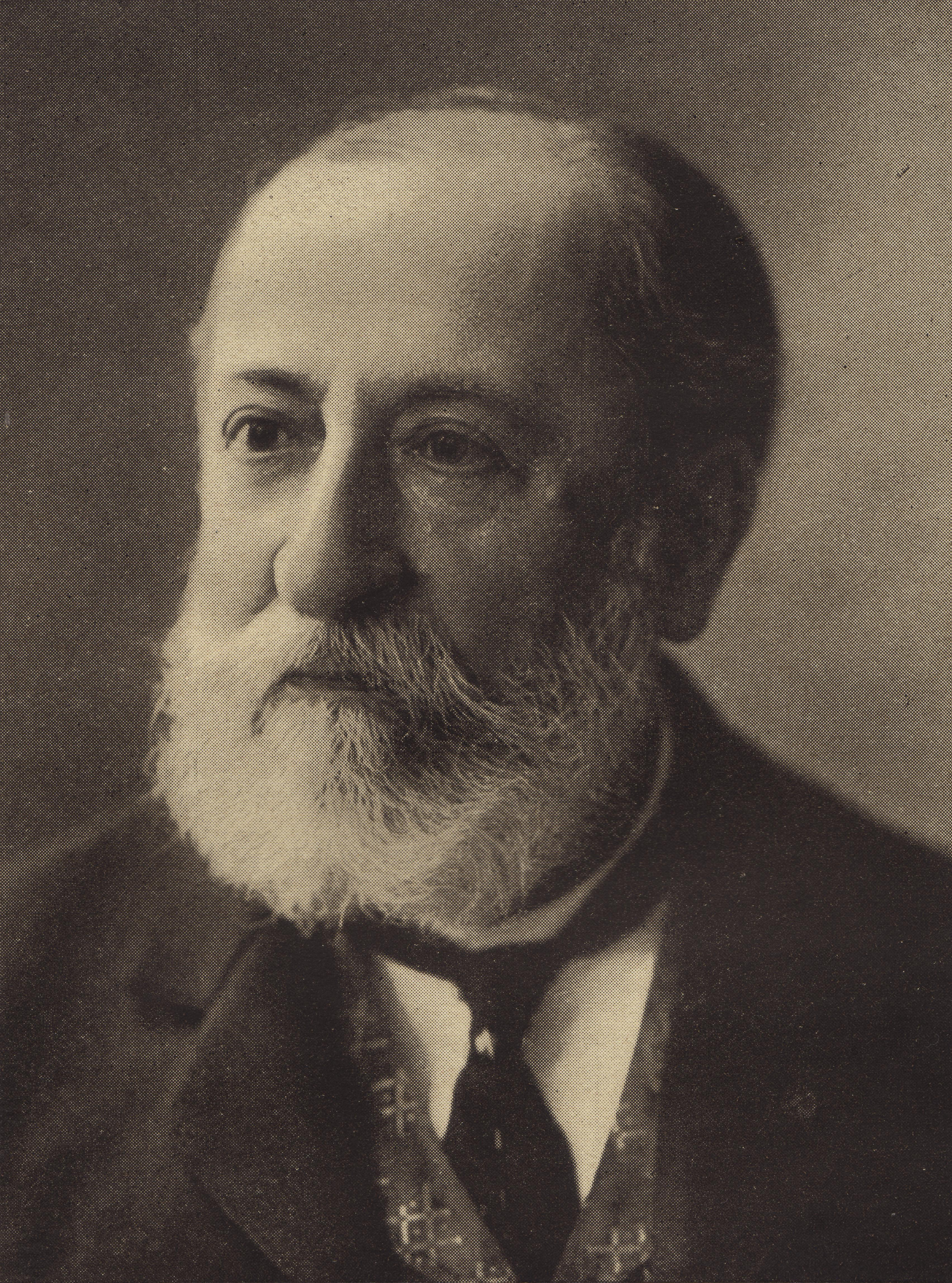
Camille Saint-Saëns

L'Ancêtre est un drame lyrique en 3 actes de Camille Saint-Saëns sur un livret de Lucien Augé de Lassus, créé le 24 février 1906 au théâtre de Monte-Carlo.

## Rôles
- Raphaël, ermite (baryton)
- Tébaldo, de la famille de Pietra Néra (ténor)
- Bursica, porcher, serviteur des Fabiani (basse)
- Nunciata, de la famille des Fabiani (soprano)
- Margarita, sœur de lait de Vanina (soprano)
- Vanina, petite-fille de Nunciata (contralto)